# Лысянский район
Лы́сянский райо́н (укр. Лисянський район) — упразднённая административная единица на северо-западе Черкасской области Украины. Административный центр — посёлок городского типа Лысянка.

## География
Площадь — 746 км2.

## История
12 ноября 1959 года к Лысянскому району была присоединена часть территории упразднённого Букского района. 17 июля 2020 года в результате административно-территориальной реформы район вошёл в состав Звенигородского района.

## Демография
Население района составляет 29 тыс. человек (данные 2005 г.), в том числе в городских условиях проживают около 8 тыс. Всего насчитывается 39 населенных пунктов.

## Населённые пункты
- 35 сёл: Босовка • Боярка • Будище • Бужанка • Верещаки • Виноград • Вотылевка • Ганжаловка • Дашуковка • Дибровка • Жабянка • Журжинцы • Каменный Брод • Кучковка • Орлы • Петровка-Поповка • Петровская Гута • Писаревка • Погибляк • Почапинцы • Репки • Роскошовка • Рубаный Мост • Семёновка • Смельчинцы • Тихоновка • Толстые Роги • Федюковка • Хижинцы • Чаплинка • Чесновка • Шестеринцы • Шубины Ставы • Шушковка • Яблоновка
- 1 посёлок городского типа: Лысянка
- 3 посёлка: Дубина • Марьяновка • Михайловка